# Lepanthes sulcata
Lepanthes sulcata är en orkidéart som beskrevs av Carlyle August Luer och Alexander Charles Hirtz. Lepanthes sulcata ingår i släktet Lepanthes och familjen orkidéer. Inga underarter finns listade i Catalogue of Life.